# Taemin (альбом)
Taemin — первый японский студийный альбом южнокорейского певца Тхэмина. Альбом содержит двенадцать треков и включает в себя японские версии ранее выпущенных песен Тхэмина. Альбом был выпущен в цифровом виде 5 ноября 2018 года через EMI Records и Universal Music.  Физический релиз альбома состоялся 28 ноября 2018 года.

## Предпосылки и релиз

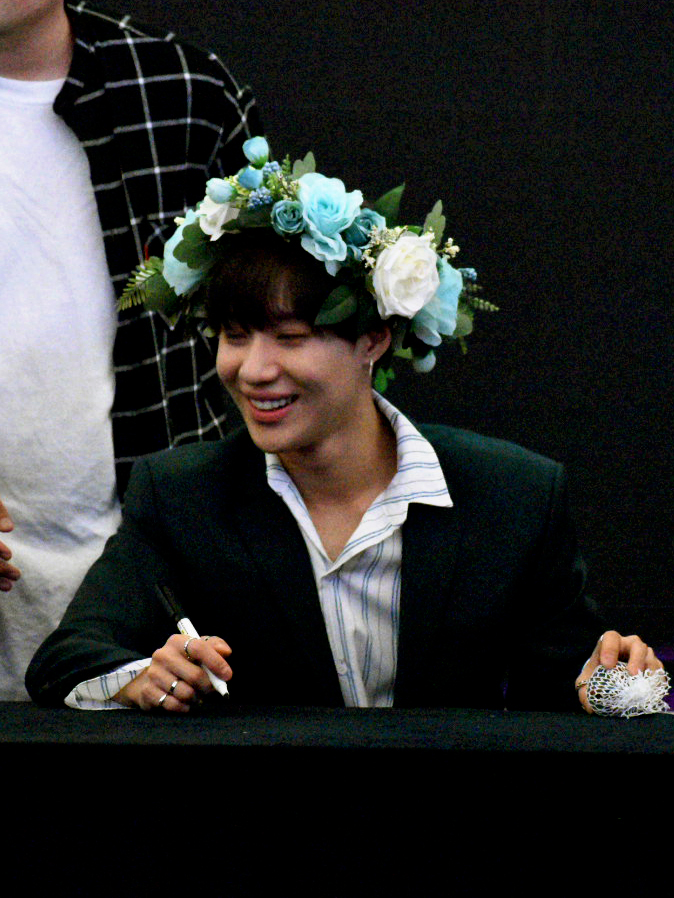
Тэмин в 2018.

22 сентября 2018 года официальный аккаунт SHINee Japanese Instagram опубликовал яркое попурри для предстоящего альбома Taemin, хотя в то время альбом, как сообщалось, назывался Eclipse. Было также объявлено, что сингл «Eclipse» будет выпущен 26 сентября.
3 октября 2018 года Тэмин официально объявил, что выпустит свой первый японский студийный альбом 28 ноября 2018 года. Альбом будет включать «Eclipse» в качестве ведущего сингла, который был впервые выпущен во время TAEMIN Japan 1st TOUR ~SIRIUS~. Концертная версия музыкального видео для сингла была впоследствии выпущена на YouTube 6 ноября 2018 года. Второй сингл, «Mars», был выпущен 14 октября 2018 года.
Песня «What's This Feeling» из альбома является темой для японской драмы Final Life: Even If You Disappear Tomorrow, в которой Тэмин снялся. Альбом также включает в себя две ранее выпущенные японские песни, «Sayonara Hitori» и «Flame of Love». «Sayonara Hitori» был выпущен с мини-альбомом Sayonara Hitori 27 июля 2016 года, with a music video released earlier on July 5, 2016. с музыкальным видео, выпущенным ранее 5 июля 2016 года. Аналогично, «Flame of Love» был выпущен с мини-альбомом Flame of Love 18 июля 2017 года, с музыкальным видео, выпущенным ранее 26 июня 2017 года. В дополнение к этому, альбом содержит три японские версии песен, которые ранее были выпущены на корейском языке: «Drip Drop», «Danger» и «Press Your Number».
Клип на новую песню Тэмина «Under My Skin» был выпущен 12 ноября 2018 года (13 ноября JST). 24 ноября 2018 года Тэмин провёл празднование релиза своего альбома на телевидении.

## Трек-лист
| №                   | Название                               | Текст песни         | Музыка                                                                                               | Длительность |
| ------------------- | -------------------------------------- | ------------------- | --- | ------------ |
| 1.                  | «Eclipse»                              | Sara Sakurai        | Andreas Johansson・Barbi Escobar・Costa Leon・Kenzie                                                 | 3:30         |
| 2.                  | «Into the Rhythm»                      | Sara Sakurai        | Christoffer Lauridsen・Jimmy Claeson・Jon Asher                                                      | 3:15         |
| 3.                  | «Drip Drop» (Japanese version)         | Hidenori Tanaka     | Jamil “Digi” Chammas・Jonathan Perkins・Michael Jiminez・Sara Forsberg・Tay Jasper・Leven Kali・MZMC | 3:27         |
| 4.                  | «Flame of Love»                        | Amon Hayashi        | Kanata Okajima・Andreas Oberg・Yuka Otsuki                                                           | 3:52         |
| 5.                  | «Under My Skin»                        | Junji Ishiwatari    | Cesar Peralta・Ryan Curtis・Ronnie Marinari                                                          | 3:46         |
| 6.                  | «Danger» (Japanese version)            | Hidenori Tanaka     | Thomas Troelsen・Remee S. Jackman                                                                    | 3:12         |
| 7.                  | «Better Man»                           | Junji Ishiwatari    | Christoffer Lauridsen・Jimmy Claeson・Jon Asher                                                      | 3:33         |
| 8.                  | «Press Your Number» (Japanese version) | Sara Sakurai        | The Stereotypes・Bruno Mars・Philip Lawrence                                                         | 3:48         |
| 9.                  | «Mars»                                 | MEG.ME              | Mans Ek・Matt Wong                                                                                   | 3:52         |
| 10.                 | «What's This Feeling»                  | Junji Ishiwatari    | Andrew Choi・Coach・Sendo                                                                            | 3:41         |
| 11.                 | «Holy Water»                           | Sara Sakurai        | Didrik Thott・Andreas Ohrn・Chris Wahle                                                              | 3:40         |
| 12.                 | «さよならひとり» (Sayonara Hitori)     | Sara Sakurai        | Yoko Hiramatsu・Denniz Jamm・Martin Rene                                                             | 3:31         |
| Общая длительность: | Общая длительность:                    | Общая длительность: | Общая длительность:                                                                                  | 43:07        |

| №  | Название                                                   | Длительность |
| -- | ---------------------------------------------------------- | ------------ |
| 1. | «Under My Skin Music Video»                                |              |
| 2. | «Danger (Korean Version) Music Video»                      |              |
| 3. | «Drip Drop (Korean Version) Music Video»                   |              |
| 4. | «Press Your Number (Korean Version) Music Video»           |              |
| 5. | «さよならひとり Music Video» (Sayonara Hitori Music Video) |              |
| 6. | «Flame of Love Music Video»                                |              |
| 7. | «Move (Korean Version) Music Video»                        |              |
| 8. | «1st Album Taemin Jacket & Music Video Shooting Sketch»    |              |

| №  | Название    | Длительность |
| -- | ----------- | ------------ |
| 1. | «Move»      |              |
| 2. | «Sexuality» |              |
| 3. | «Tiger»     |              |

## Чарты
| Чарты (2018)                         | Высшая позиция |
| ------------------------------------ | -------------- |
| Japan Weekly Albums (Oricon)         | 2              |
| Japan Weekly Digital Albums (Oricon) | 2              |
| Japan Hot Albums (Billboard)         | 2              |